# Ляйцен
Ляйцен (нім. Leizen) — громада в Німеччині, розташована в землі Мекленбург-Передня Померанія. Входить до складу району Мекленбургіше-Зенплатте. Складова частина об'єднання громад Ребель-Мюріц.
Площа — 27,75 км2. Населення становить 484 ос. (станом на 31 грудня 2020).